# Rollstuhlbus

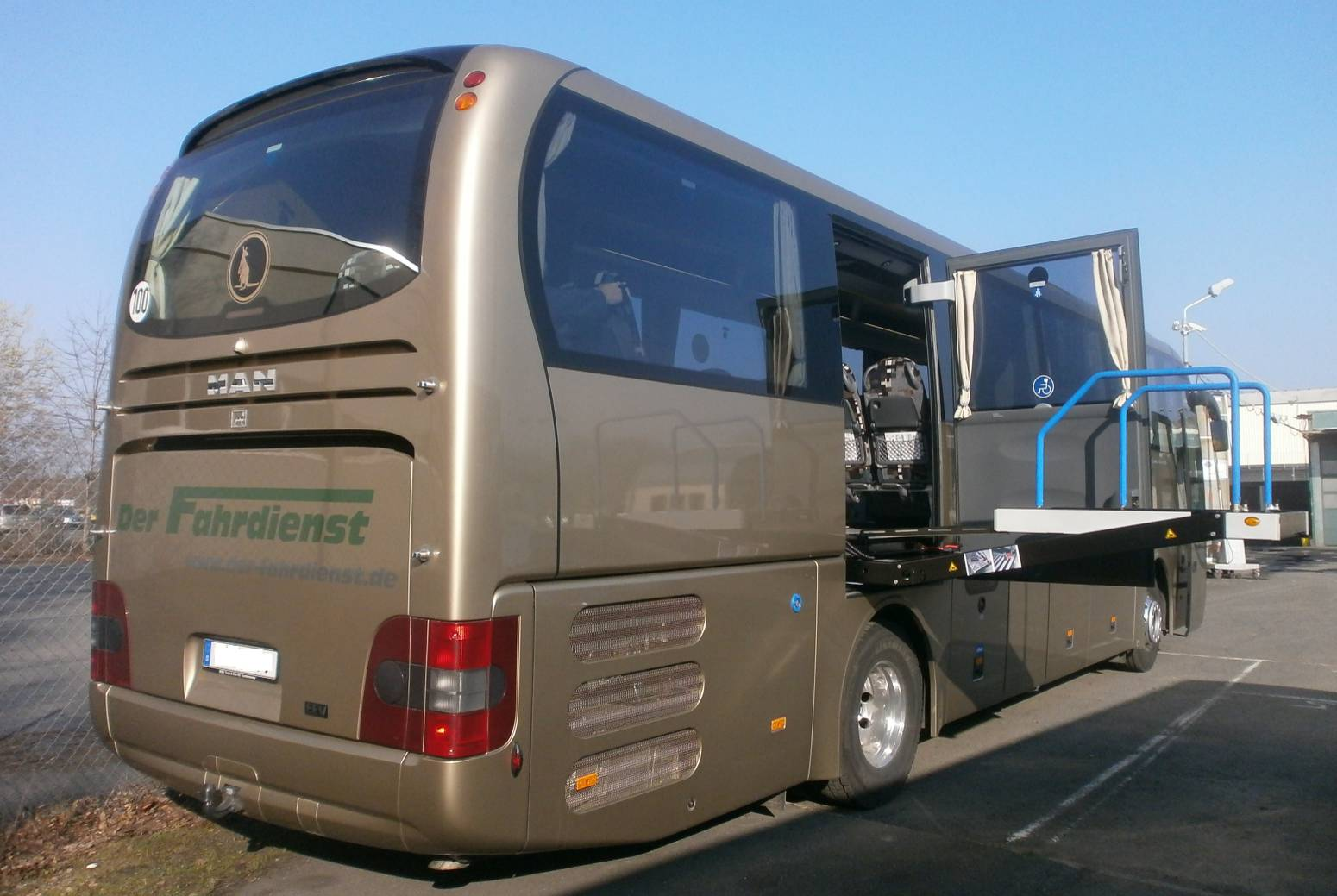
Reisebus zur Rollstuhlbeförderung mit Zusatztür und Kassettenlift

Ein Rollstuhlbus ist ein Fahrzeug, welches vorwiegend zur Beförderung von Rollstuhlfahrern verwendet wird. Der Rollstuhlfahrer wird über im Fahrzeug vorhandene Auffahrhilfen (Hublift oder Rampen) in den Bus gefahren und über Gurte mit dem Rollstuhl im Bus gesichert, so dass er während der Fahrt im Rollstuhl verbleiben kann.

## Technische Umsetzung
Bei den Bussen handelt es sich oft um serienmäßige Vans oder Kleinbusse, die zumeist an der Hecktür nachträglich mit einer ausklappbaren Auffahrrampe oder einem hydraulischen Hublift versehen worden sind, um den Rollstuhl in das Fahrzeug zu bewegen. Im Fahrzeuginneren befinden sich Fixierpunkte oder Lochschienen für die Befestigung der Gurtsysteme, um den Rollstuhlfahrer für die Überfahrt zu sichern. Bewährt haben sich hierfür sog. „Airline-Schienen“ im Fahrzeugboden, die eine flexible Arretierung verschiedener Rollstuhlgrößen ermöglichen. Je nach Grad der körperlichen Behinderung kann der Rollstuhlfahrer auch bei eingeschränkter Gehfähigkeit als sogenannter Umsetzer vom Rollstuhl auf einem normalen Fahrgastsitz Platz nehmen, während der Rollstuhl – ggfs. zusammengeklappt – im Laderaum transportiert wird. Dementsprechend lassen sich die Fahrzeuge oft an den jeweiligen Einsatzbedarf mit zusätzlichen Fahrgastsitzen ausstatten.
Eingesetzt werden diese Fahrzeuge vielfach von Taxi- und Mietwagenunternehmen sowie Busunternehmen, die in der Behindertenbeförderung tätig sind. Überwiegend werden diese Fahrzeuge im nicht öffentlich zugänglichen Linienverkehr (§ 43 PBefG) zwischen den Behinderteneinrichtungen wie Schulen oder Werkstätten und den Wohnorten der Fahrgäste eingesetzt.
Im öffentlichen Personennahverkehr kommen heute durch den Einzug der Niederflurtechnik überwiegend Niederflurfahrzeuge mit stufenlosen Einstiegen zum Einsatz, die auch relativ problemlos mit Rollstühlen befahren werden können.
Für den Behindertentransport spezialisierte Busunternehmen bieten auch behindertengerechte Reisebusse für die Rollstuhlbeförderung an. Da diese Busse aufgrund der Unterflur-Kofferräume, des damit verbundenen, hohen Fahrgastbodens sowie der meist nur einflügeligen Einstiegstüren nicht mit Rampen befahren werden können, sind diese Reisebusse zumeist mit einer zusätzlichen, dritten Tür im Fahrzeugheck versehen. Diese ist als breite, handbediente Schlagtür gestaltet, deren Unterkante mit dem Fahrgastfußboden im Inneren abschließt. Um den Rollstuhl in den Bus zu befördern, bedarf es eines fahrzeuggebundenen Liftsystems, meist in Form eines faltbaren und hydraulisch betätigten Hubliftes. Bei Hochboden-Linien- oder Ausflugsbussen kann auch ein Kassettenlift in die vorhandene, doppeltbreite Mitteltür eingebaut werden.
Die im Fahrzeuginneren befindlichen Fahrgastsessel sind auf Lochschienen befestigt, welche bei Herausnahme der Sitze dann für die Gurtarretierungen der Rollstühle benutzt werden. Die Stuhlreihen lassen sich der Nachfrage an Rollstuhl-/Sitzplätzen flexibel anpassen und bänkeweise herausnehmen, so dass Platz für die Rollstuhlmitnahme entsteht. Fahrgäste, die während der Fahrt nicht im Rollstuhl bleiben, können mit einem im Mittelgang von der Decke hängenden Schwebesitz im Fahrzeug umgesetzt werden, der über eine Schienenkonstruktion geführt wird. Anstelle der sonst verwendeten Sitzpodeste ist der Fahrgastfußboden ebenerdig. Die Bordtoilette ist in diesen Fahrzeugen üblicherweise behindertengerecht ausgeführt und meist im Fahrzeugheck untergebracht.

## Rechtliche Situation
Im Fernbusverkehr, für den für Neufahrzeuge eine Barrierefreiheit seit 2016 vorgeschrieben ist, werden teilweise Superhochdecker mit Unterflurcockpit oder Doppeldeckerbusse im Unterdeck mit breiteren Türen und Rollstuhlplätzen versehen. Seit dem 1. Januar 2020 müssen auch Altfahrzeuge mit Rollstuhlplätzen ausgestattet werden. Bis zur Verabschiedung nationaler Gesetze und Verordnungen sind Rollstuhlplätze allerdings bei Fahrtlängen über 250 km gemäß EU-Verordnung 181/2011 noch nicht verpflichtend. Die österreichische ÖBB Intercitybus setzt zum Beispiel Doppelstockbusse des Typs Setra S 431 DT mit breiter, zweiflügeliger Mitteltür ein während Postbus auf Vordertüren mit Rampe gesetzt hat.